# Susanne Hegelund
Susanne Hegelund (født 27. september 1955) er en dansk forfatter og kommunikationsrådgiver.
Hegelund er uddannet journalist og var som led i sin journalistuddannelse i praktik på Berlingske Tidende. Efter endt uddannelse blev hun Christiansborg-reporter for avisen og senere for TV Avisen. Da DR i 1996 lancerede nyhedstimen kl. 21 blev hun reporter på Pengemagasinet. Hun blev i 1998 chef for DR2's Deadline. I 2002 blev hun erhvervsredaktør i DR og stod som sådan i spidsen for opbygningen af en flermediel erhvervsredaktion. Fra 2006 var hun chef både for den politiske redaktion og erhvervsredaktionen. I 2007 blev hun chef for TV Avisen; en stilling hun havde til december 2009, hvor hun fratrådte som led i en større omrokering i DR.
I efteråret 2010 var Susanne Hegelund vært på TV 2 NEWS, hvor hun primært fungerede som vært på nyhedskanalens aftenflade med lange interviews og fokus på dansk politik. I december 2010 skiftede hun funktion til TV2's politiske redaktion, der blev opprioriteret i forbindelse med valgåret 2011.
Senere i 2011 blev Susanne Hegelund udnævnt til kommunikationsdirektør i erhvervsorganisationen Landbrug & Fødevarer med ansvar for den strategiske udvikling af organisationens kommunikation samt for afdelingerne Presse, Medier, Samfundskommunikation, Web og Branding.
Fra 2012 er hun partner i HEGELUND & MOSE som rådgiver i politisk indflydelse og kommunikation.
Sammen med Peter Mose, har hun på Gyldendal udgivet magt-trilogien Håndbog for statsministre i 2006, Javel, hr. minister i 2011, og Lobbyistens Lommebog i 2013. I 2017 udkom bogen Flyt Magten - Sådan bliver du en god lobbyist. Susanne Hegelund har på Gyldendal udgivet biografierne og samtidsbeskrivelserne "Samfundsreformator - Anders Eldrup" (2022) og  "Livvagten - Claus Hjort Frederiksen" (2023).